# Шауйе
Шауйе́ (фр. Chaouilley) — коммуна во французском департаменте Мёрт и Мозель, региона Лотарингия. Относится к  кантону Везелиз.

## География
Шауйе расположен в 30 км к югу от Нанси. Соседние коммуны: Вронкур на севере, Форсель-Сен-Горгон на северо-востоке, Пре на востоке, Саксон-Сион и Водемон на юге, Доммари-Эльмон и Торе-Лиоте на западе, Этреваль на северо-западе.

## История
Некрополь эпохи Меровингов, раскопанный в 1902 году, стал источником 204 объектов той эпохи, которые ныне находятся в Музее национальной истории в  Сен-Жермен-ан-Ле.

## Демография
Население коммуны на 2010 год составляло 116 человек.
| 1962 | 1968 | 1975 | 1982 | 1990 | 1999 | 2010 |
| ---- | ---- | ---- | ---- | ---- | ---- | ---- |
| 125  | 100  | 91   | 80   | 90   | 91   | 116  |